# Flying Toward the Sound
Flying Toward the Sound (Untertitel: A Solo Piano Excursion Inspired by Cecil Taylor, McCoy Tyner and Herbie Hancock) ist ein Jazzalbum von Geri Allen. Die im Klavierhaus in New York City am 18. und 20. Dezember 2008 entstandenen Aufnahmen erschienen 2010 auf Motéma Music, physisch neben der CD auch in limitierter Auflage als Doppel-LP. Auf der CD befinden sich drei kurze Videoausschnitte aus dem Film Refractions der Filmemacherin Carrie Mae Weems, die an dem Projekt mitgearbeitet hat.

## Hintergrund
Das Suiten-artige Werk stellte Geri Allen fertig, nachdem sie 2008 ein John Simon Guggenheim-Stipendium für Musikkomposition erhalten hatte.  Den überwiegenden Teil des Albums nimmt die Suite Refractions: Flying Toward the Sound (A Solo Piano Suite in Eight Pictures) ein, ergänzt um den Titel Your Pure Self (Mother to Son), gewidmet ihrem Sohn. Der Eröffnungstitel Flying Toward the Sound ist McCoy Tyner gewidmet, Red Velvet in Winter Herbie Hancock und Dancing Mystic Poets in Twylight Cecil Taylor.
Auf der CD befinden sich zusätzlich drei Videos; darauf sind weitere Interpretationen der Stücke Flying Toward the Sound, Red Velvet in Winter und Faith Carriers of Life dokumentiert.

## Titelliste
- Geri Allen: Flying Toward the Sound (Motéma MTM-52 (LP), MTM 37 (CD))[2]
  1. Refraction I - Flying Toward the Sound 6:02
  2. Refraction II - Red Velvet in Winter 5:56
  3. Refraction III - Dancing Mystic Poets at Midnight 4:20
  4. Refraction IV - God’s Ancient Sky 16:03
  5. Refraction V - Dancing Mystic Poets at Twylight 3:22
  6. Refraction VI - Faith Carriers of Life 6:58
  7. Refraction VII - Dancing Mystic Poets at Dawn 5:43
  8. Refraction VIII - Flying Toward the Sound (Reprise) 6:53
  9. Your Pure Self (Mother to Son) 5:07
  10. Video1 Flying Toward the Sound 4:08
  11. Video2 Red Velvet In Winter 4:03
  12. Video3 Faith Carriers of Life 4:40
- Alle Kompositionen stammen von Geri Allen.

## Rezeption
Thom Jurek verlieh dem Album in AllMusic viereinhalb Sterne und schrieb, Geri Allen sei eine Künstlerin, die niemals selbstgefällig oder selbsttäuschend war. So spielte sie in Refractions: Flying Toward the Sound nicht die Musik ihrer Musen; vielmehr berufe sie sich in ihrer ganz eigenen Kompositionsmethode auf ihre Vorbilder. Beim ersten Stück sei dies Tyner mit seiner offenen Lyrik, den erweiterten Akkordstimmen und der Raumnutzung. Das Kernstück des Albums sei jedoch God’s Ancient Sky, das für die spirituelle Natur dieser Aufnahme bezeichnend sei. Die Verwendung von Dichte und Raum, Eleganz und Kraft sowie die bewusste Auseinandersetzung mit elliptischem Spiel, sowohl harmonisch als auch rhythmisch, sei buchstäblich atemberaubend. Flying Toward the Sound sei ein Hauptwerk für Soloklavier: mutig, ungeschützt, poetisch artikuliert und technisch beeindruckend in Form und Ausführung.

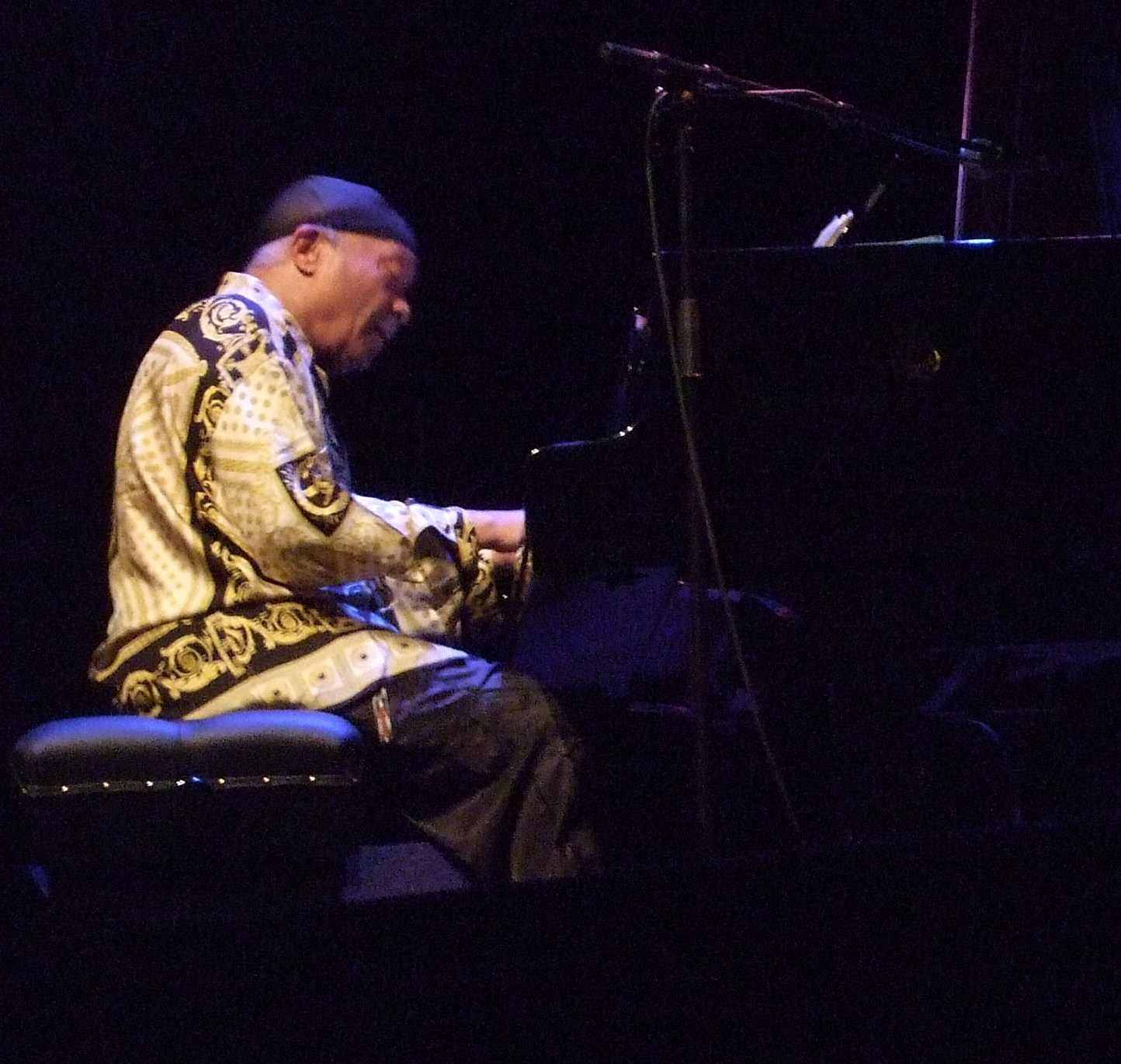
Cecil Taylor

Nach Ansicht von Mark F. Turner, der das Album in All About Jazz rezensierte, zeige Geri Allen, eine der führenden Pianistinnen des modernen Jazz, eine musikalische Tiefe, die durch Lyrik und Seele verbunden sei. Inspiriert von drei großen [Jazz-]Pianisten – Herbie Hancock, Cecil Taylor und McCoy Tyner – biete das Projekt Ehrfurcht vor dem Geist ihrer Musik auf, meide jedoch Mimikry. Es setze vielmehr seinen eigenen Kurs auf einer Reise fort, die rätselhaft und doch persönlich, komplex und doch bewegend sei und sich immer mit Allens eigener Vision weiterentwickle, wie sie so eloquent sagt: „Es ist nicht so, als würde man Transkriptionen spielen; es geht mehr darum, die Bewunderung und Liebe zu brechen, die ich für sie habe durch meine eigene Muse.“ In dem Film werde Jazz als Musik zitiert, die „eine Gratwanderung ohne Netz“ sei; Allens Flying Toward the Sound passe effektiv zu dieser Beschreibung, resümiert der Autor, es sei „gewagt, verletzlich und atemberaubend“.
Michael J. West lobte in JazzTimes, das Album sei vielleicht die tiefste und reichhaltigste Ader der Musik, die Allen in ihrer [bislang] 30-jährigen Karriere abgebaut habe. Die Pianistin habe sich von McCoy Tyner, Herbie Hancock und Cecil Taylor inspirieren lassen, und in der Tat lebe der Geist des Einflusses jedes dieser Pianisten in der Suite Refractions. Etwas überraschend sei aber, dass Taylor am präsentesten sei. Dancing Mystic Poets at Midnight enthalte sogar eine wiederholte Figur, die seinem Motiv Silent Tongues (1974) ähnelt. Trotzdem sei jeder Ton der Musik unverkennbar Geri Allen: klar, sorgfältig aufgetragen (selbst in den Gewirr von Noten, die das Titelstück formen) und Teil einer größeren Klanglandschaft, die ebenso surreal wie melodisch sei.
John Fordham (The Guardian) verlieh dem Album lediglich drei Sterne und bezeichnete es als „eine spezielle Hommage an Pianisten und Klaviere, aber dies ist das Werk eines beeindruckenden Virtuosen.“ Die lange Solosuite sei (gegenüber dem aufregenden Timeline Live-Album) eine nüchternere Interpretation ihrer Arbeit, obwohl es eine eigene Art von Leuchten ausstrahle.
Will Layman schrieb in Pop Matters, hier gebe es eine gute Dosis des alten Nervenkitzels, da die Pianistin verschiedene Einflüsse zu einer persönlichen Vision verschmelze. Zuweilen so meditativ wie dissonant, habe Flying Toward the Sound ein rundheraus programmatisches Element. Es scheine eine Geschichte im Rhythmus zu erzählen, wobei die Songtitel (Dancing Mystic Poets at Twylight, Faith Carriers of Life, God’s Ancient Sky) eine spirituelle Reise suggerieren würden. Doch Allens Spiel sei jedoch eher verspielt und gewagt als eine Art New-Age-Geschwätz; sie sei nur religiöser in der Art, wie sie ihr intelligentes, mutiges Spiel verpackt.